# Collegio elettorale di Parma II (Regno di Sardegna)
Il collegio elettorale di Parma II è stato un collegio elettorale uninominale del Regno di Sardegna. È uno dei dieci collegi elettorali della provincia di Parma creati dopo la temporanea caduta del ducato di Parma. Fu istituito con decreto del luogotenente generale Eugenio di Savoia-Carignano del 19 giugno 1848. Comprendeva la "Sezione di Settentrione" della pretura di Parma.
Dopo la prima guerra d'indipendenza il territorio ritornò a far parte del ducato di Parma. Dopo la seconda guerra d'indipendenza si votò con lo "Statuto e legge elettorale nelle Provincie dell'Emilia" con la tabella annessa 
 Il collegio comprendeva "Parma settentrionale coi comuni di Colorno e Calestano.

## Dati elettorali
Nel collegio si svolsero votazioni per la prima legislatura, Si sarebbe dovuto votare anche nella seconda ma le condizioni della guerra in atto non lo resero possibile. 
Poi gli austriaci occuparono di nuovo le provincie di Parma e Piacenza. Dopo la seconda guerra d'Indipendenza l'attività elettorale riprese con la stessa denominazione. 

### I legislatura
Le votazioni si svolsero in 222 collegi uninominali a doppio turno. Come previsto dal decreto n. 680 del 17 marzo 1848, era eletto al primo turno il candidato che «riunisce in suo favore più del terzo dei voti del total numero dei membri componenti il collegio e più della metà dei suffragi dati dai votanti presenti all'adunanza» (art. 92). Se nessun candidato era eletto, al ballottaggio tra i due candidati con più voti era eletto chi otteneva il maggior numero di voti (art. 93) o, in caso di ugual numero di voti, il maggiore d'età (art. 94).
| Partito                            | Partito                            | Candidato                          | Primo turno 20 luglio 1848 | Primo turno 20 luglio 1848 | Ballottaggio 22 luglio 1848 | Ballottaggio 22 luglio 1848 |
| Partito                            | Partito                            | Candidato                          | Voti                       | %                          | Voti                        | %                           |
| ---------------------------------- | ---------------------------------- | ---------------------------------- | -------------------------- | -------------------------- | --------------------------- | --------------------------- |
|                                    | —                                  | Filippo Schizzati                  | 48                         | 53,33                      | 185                         | 68,77                       |
|                                    | —                                  | Pietro Pellegrini                  | 42                         | 46,67                      | 84                          | 31,23                       |
|                                    |                                    |                                    |                            |                            |                             |                             |
| Iscritti                           | Iscritti                           | Iscritti                           | 373                        | 100,00                     | 373                         | 100,00                      |
| ↳ Votanti (% su iscritti)          | ↳ Votanti (% su iscritti)          | ↳ Votanti (% su iscritti)          | 202                        | 54,16                      | 273                         | 73,19                       |
| ↳ Voti validi (% su votanti)       | ↳ Voti validi (% su votanti)       | ↳ Voti validi (% su votanti)       | 90                         | 44,55                      | 269                         | 98,53                       |
| ↳ Schede non valide (% su votanti) | ↳ Schede non valide (% su votanti) | ↳ Schede non valide (% su votanti) | 112                        | 55,45                      | 4                           | 1,47                        |
| ↳ Astenuti (% su iscritti)         | ↳ Astenuti (% su iscritti)         | ↳ Astenuti (% su iscritti)         | 171                        | 45,84                      | 100                         | 26,81                       |

### II legislatura
Le votazioni si svolsero in 222 collegi uninominali a doppio turno con la stessa normativa precedente (al primo turno un numero di voti maggiore di un terzo degli iscritti).
L'elezione seguì, anziché a Parma, a Fiorenzuola per Regio Decreto 9 gennaio 1849. Per l'esecuzione di esso venne eletto a R. Commissario straordinario il dott. Timoteo Riboli di Parma, con facoltà di convocare i collegi in luoghi diversi da quelli fissati dal Regio Decreto 19 giugno 1848 e in giorni anche successivi al 22 gennaio 1844. — Costituito l'ufficio definitivo, con soli 12 elettori presenti, sorse la proposta, in vista di tale esiguità di concorrenti e delle facoltà concesse al Regio Commissario straordinario, di indire l'elezione in giorno più opportuno, e di sciogliere l'adunanza. L'ufficio, unanime, vi aderì in considerazione anche delle tristi condizioni del paese e dalle minacce fatte agli elettori dal governatore militare provvisorio di Parma.

### VII legislatura
Le votazioni si svolsero in 387 collegi uninominali a doppio turno. Come previsto dalla legge elettorale del 20 novembre 1859, era eletto al primo turno il candidato che «riunisce in suo favore più del terzo dei voti del total numero dei membri componenti il collegio e più della metà dei suffragi dati dai votanti presenti all'adunanza» (art. 91). Se nessun candidato era eletto, al ballottaggio tra i due candidati con più voti era eletto chi otteneva il maggior numero di voti (art. 92) o, in caso di ugual numero di voti, il maggiore d'età (art. 93).
| Partito                            | Partito                            | Candidato                          | Risultati 25 marzo 1860 | Risultati 25 marzo 1860 |
| Partito                            | Partito                            | Candidato                          | Voti                    | %                       |
| ---------------------------------- | ---------------------------------- | ---------------------------------- | ----------------------- | ----------------------- |
|                                    | —                                  | Girolamo Cantelli                  | 497                     | 85,84                   |
|                                    | —                                  | Cristoforo Bonavino                | 82                      | 14,16                   |
|                                    |                                    |                                    |                         |                         |
| Iscritti                           | Iscritti                           | Iscritti                           | 1 334                   | 100,00                  |
| ↳ Votanti (% su iscritti)          | ↳ Votanti (% su iscritti)          | ↳ Votanti (% su iscritti)          | 730                     | 54,72                   |
| ↳ Voti validi (% su votanti)       | ↳ Voti validi (% su votanti)       | ↳ Voti validi (% su votanti)       | 579                     | 79,32                   |
| ↳ Schede non valide (% su votanti) | ↳ Schede non valide (% su votanti) | ↳ Schede non valide (% su votanti) | 151                     | 20,68                   |
| ↳ Astenuti (% su iscritti)         | ↳ Astenuti (% su iscritti)         | ↳ Astenuti (% su iscritti)         | 604                     | 45,28                   |